# Pleuroxus trigonellus
Pleuroxus trigonellus är en kräftdjursart som först beskrevs av Otto Friedrich Müller 1776.  Pleuroxus trigonellus ingår i släktet Pleuroxus och familjen Chydoridae. Inga underarter finns listade i Catalogue of Life.